# Per Højholt
Per Højholt (ur. 22 lipca 1928 w Esbjerg, zm. 16 października 2004 w Silkeborg) – poeta i prozaik duński.
Był z zawodu bibliotekarzem. Debiutował tomem poezji Hesten og solen (Koń i słońce, 1949); wydał także zbiór groteskowych wierszy Show (1966), cykl poezji polityczno-satyrycznej Praksis (Praktyka, 1977–1979) oraz tomiki prozatorskie (także pod tytułem Praksis, 1982 i 1986). Eseista i krytyk sztuki, autor m.in. Metoda Cezanne'a (1967).
Pierwsze utwory poetyckie były utrzymane w nastroju zwątpienia, typowym dla okresu powojennego; w późniejszych poezjach nawiązywał do symbolizmu. W Praksis wyrażał krytyczną postawę wobec języka. W 1982 został laureatem Nagrody Akademii Duńskiej.